# Arijanet Murić
Arijanet Anan „Aro“ Murić (montenegrinisch-kyrillisch Аријанет Анан Мурић, albanisch Arijanet Anan Muriqi; * 7. November 1998 in Schlieren, Schweiz) ist ein kosovarisch-montenegrinischer Fußballspieler, der bei Ipswich Town in der Premier League unter Vertrag steht. Er spielt auf der Position des Torwarts.

## Karriere

### Verein
Murić wurde als Sohn albanischer Immigranten aus Montenegro in Schlieren in der deutschsprachigen Schweiz geboren. Er begann bei den Jugendakademien von Grasshopper Club Zürich Fußball zu spielen, ehe er im März 2015 in die Jugend von Manchester City wechselte. Bereits im März 2017 spielte der 18-Jährige einmal in der U23, ehe er in der Saison 2017/18 ausschließlich dort spielte.
Zur Saison 2018/19 wechselte Murić für ein Jahr auf Leihbasis zum niederländischen Erstligisten NAC Breda. Da sich Citys Ersatztorwart Claudio Bravo eine Achillessehnenruptur zugezogen hatte, wurde die Leihe bereits drei Wochen später beendet. Bis dahin war Murić auf einen einzigen Einsatz in der Eredivisie gekommen. Unter dem Cheftrainer Pep Guardiola war Murić fortan der Ersatz von Ederson und saß in der Premier League, Champions League und im FA Cup auf der Bank. Im EFL Cup erhielt Murić hingegen den Vorzug und kam auf fünf Einsätze. Lediglich beim Finalsieg gegen den FC Chelsea vertraute Guardiola auf Ederson. Zudem gewann Murić ohne Einsatz den FA Cup.
Zur Saison 2019/20 wechselte Murić für ein Jahr auf Leihbasis zum Zweitligisten Nottingham Forest. Dort kam er hinter Brice Samba jedoch nur zu vier Ligaeinsätzen und einem Einsatz im EFL Cup.
Im Sommer 2020 kehrte Murić zunächst zu Manchester City zurück. Mitte September 2020 wechselte er zum spanischen Zweitligisten FC Girona, bevor er in der Winterpause an Willem II Tilburg verliehen wurde. Im August 2021 wurde Murić an den türkischen Erstligisten Adana Demirspor verliehen.
Zur Saison 2022/23 wechselte Murić zum englischen Zweitligisten FC Burnley, im Sommer 2024 schloss er sich dem Erstligaaufsteiger Ipswich Town an.

### Nationalmannschaft
Murić, der für den Kosovo, die Schweiz und Montenegro spielberechtigt war, entschied sich 2017 für die montenegrinische U21-Auswahl. Nach nur einem Jahr entschied er sich um und wollte fortan lieber für die Kosovarische Fußballnationalmannschaft spielen. Sein Pflichtspieldebüt bestritt er am 20. November 2018 im Nations-League-Spiel gegen Aserbaidschan.

## Erfolge
- EFL-Cup-Sieger: 2019
- FA-Cup-Sieger: 2019 (ohne Einsatz)